# Riserva naturale della Pečora e dell'Ilyč
La riserva naturale della Pečora e dell'Ilyč (in russo Печоро-Илычский заповедник, Pečoro-Ilyčskij zapovednik) è una riserva naturale situata nella Repubblica dei Komi, in Russia. Attualmente si estende su 7213 km² e costituisce il nucleo centrale del territorio dichiarato patrimonio dell'umanità della Foresta vergine di Komi.

## Geografia
La riserva naturale è situata nell'angolo sud-orientale della Repubblica dei Komi (distretto di Troicko-Pečorsk), sulle pendici occidentali degli Urali e sulla fascia pedemontana e pianura adiacenti. La regione è drenata dal corso superiore della Pečora e dal suo affluente Ilyč, ai quali la riserva deve il nome.

## Storia
L'idea di creare una riserva naturale nell'area del corso superiore della Pečora per farne uno zakaznik («santuario») per lo zibellino venne proposta nel 1915 da S. T. Nat, Capo delle guardie forestali del governatorato di Vologda, in un articolo sul Lesnoj Žurnal («Il Giornale della Foresta»). La riserva naturale venne istituita il 4 maggio 1930 e inizialmente si estendeva su 11.350 km². I suoi confini furono poi fissati il 30 luglio 1931.
Inizialmente la sede principale della riserva venne posta nel villaggio di Ust'-Ilyč, situato nel punto in cui l'Ilyč confluisce nella Pečora. Tuttavia, dal momento che accedere a quella località era estremamente difficile, nel 1935 la sede venne trasferita nel villaggio di Jakša, più a monte lungo la Pečora ma più vicino al bacino della Kama, all'epoca la principale via di comunicazione con l'esterno.
Nel 1951 la riserva venne fortemente ridimensionata e ridotta ad appena 930 km²: inoltre la sua superficie non era più contigua, ma una piccola sezione di pianura nei pressi di Jakša si trovò separata dalla sezione di montagna. Nel 1959 l'area della riserva venne aumentata fino a raggiungere le dimensioni attuali (7213 km²), ma tuttora le sue parti non sono contigue. Per garantire migliore protezione alla riserva, nel 1973, al di fuori di essa, venne creata una zona cuscinetto di 324 km² che gode di uno status simile a quello di una foresta nazionale degli Stati Uniti; le dimensioni di quest'area vennero ulteriormente incrementate nel 1984 di altri 330 km².
A partire dal 1986 la riserva è stata classificata dall'UNESCO come riserva della biosfera facente parte della Rete mondiale di riserve della biosfera. Nel 1995 la zona di foresta che comprende la riserva naturale della Pečora e dell'Ilyč e il suo vicino settentrionale, il parco nazionale di Jugyd va, vennero riconosciuti patrimonio dell'umanità dall'UNESCO, con il nome di Foresta vergine di Komi.

## Clima
La riserva è situata nell'ecoregione denominata Taiga e tundra dei monti Urali, una regione che ricopre la cresta principale degli Urali su entrambi i versanti estendendosi per 2000 km da nord a sud e 300 km da est ad ovest. La regione è situata lungo la linea di divisione tra ecoregioni europee e asiatiche ed è anche il punto in cui si incontrano i due biomi della tundra e della taiga.
Il clima della riserva naturale della Pečora e dell'Ilyč viene classificato come continentale umido con estati fresche (Dfc secondo la classificazione dei climi di Köppen). Questo clima è caratterizzato da estati miti (con solamente 1-3 mesi con temperature superiori ai 10 °C) e da inverni freddi e nevosi (mesi più freddi con temperature inferiori a -3 °C).

## Flora

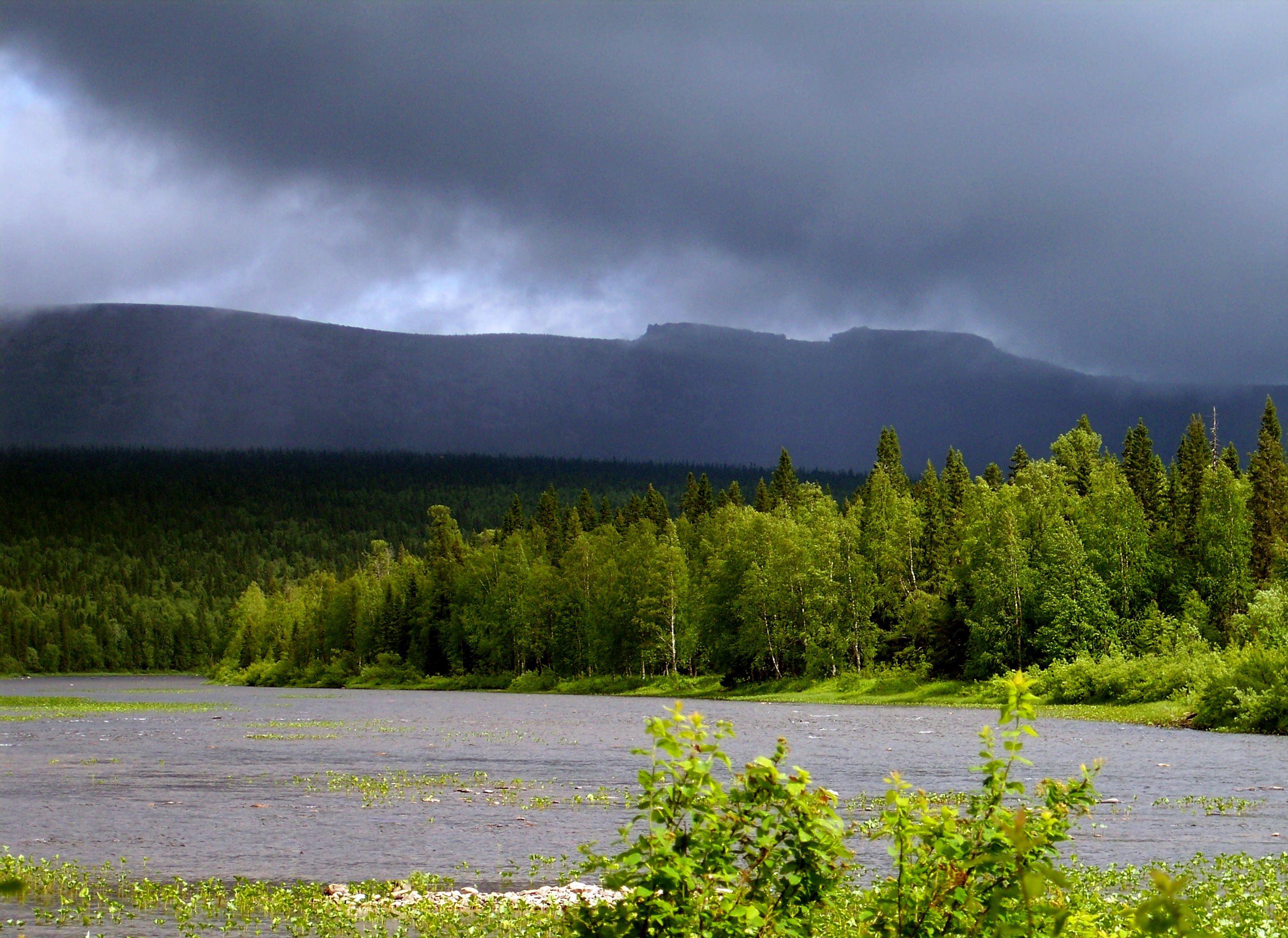
Il corso superiore della Pečora e, sullo sfondo, il monte Medvežij kamen' («Pietra dell'Orso»).

Il geografo russo A. A. Korčagin ha suddiviso l'area della riserva in cinque distinte regioni naturali:
- la pianura della Pečora, dove si sviluppano foreste di pini, paludi alberate con pini e sfagneti; le foreste di pecci sono scarse. In questa zona si trova la Gusinoe Bolota («Palude delle Oche»), una torbiera che occupa una superficie di circa 3 km² con depositi di torba profondi più o meno 5-6 metri;
- la fascia pedemontana, dove prevalgono le foreste di specie ombrofile: peccio siberiano, pino siberiano e abete siberiano. Qui si trovano numerose paludi alberate, ma gli sfagneti sono scarsi;
- la pianura dell'Ilyč superiore, circondata dalle alture e dalle cime degli Urali e caratterizzata da un clima particolarmente rigido. La foresta che qui si sviluppa, a crescita molto lenta, viene classificata come taiga boreale;
- i monti Urali, la zona meno studiata ma che presenta la maggiore varietà di paesaggi. In tale area ricade la cintura di foresta pedemontana (abeti e pecci) che si spinge fino a 300-350 metri di quota. Al di sopra di essa, fino a 600 metri, vi è la cintura di foresta subalpina, nella quale abeti e pecci vengono gradualmente rimpiazzati da foreste di betulle e da prati subalpini. La linea degli alberi è situata a 550-650 metri di altitudine, ma alcuni abeti possono crescere anche fino a 800 metri o perfino più in alto. Al di sopra della linea degli alberi si trovano prati alpini e poi la tundra.
- le valli della Pečora, dell'Ilyč e dei loro affluenti.

## Fauna
Nella riserva sono presenti in gran numero l'alce, il castoro europeo, lo scoiattolo comune e la martora. Lo zibellino vive nella fascia di foresta pedemontana. La renna selvatica è invece quasi scomparsa a seguito della diminuzione della superficie della riserva nel 1951 che ha portato alla distruzione della foresta di pini, habitat nel quale la specie era solita vivere.
Tra i grandi predatori figurano l'orso bruno, il lupo e il ghiottone. La riserva offre rifugio a dieci specie diverse di mustelidi, dal più grosso, il ghiottone, alla donnola, oltre all'ermellino, al visone americano ed europeo, alla martora, allo zibellino e alla donnola siberiana.

### Programmi di ricerca
Nel corso degli anni all'interno della riserva sono state condotte ricerche scientifiche riguardanti vari aspetti di biologia ed ecologia. L'oggetto delle ricerche varia dalle formiche agli scoiattoli, ai pesci. Protagonista indiscusso degli studi effettuati, tuttavia, è stato l'alce.

### Gli esperimenti di addomesticamento dell'alce
L'alce (Alces alces) è stato per lungo tempo l'oggetto principale delle ricerche svolte nell riserva. Alla fine degli anni '40 i gestori della riserva si trovarono a fronteggiare il problema causato dalla crescita insostenibile della popolazione di alci. Già all'inizio degli anni '50 i pascoli della riserva avevano iniziato a scomparire. Per affrontare il problema, nel 1956 venne istituita un'apposita impresa di cacciatori di alci (лосепромысловое хозяйство, losepromyslovoe chosjajstvo). Pur essendo affiliata alla riserva, l'impresa si trovava al di fuori dei suoi confini. Dal punto di vista economico fu un grande successo. Tra il 1956 e il 1968 furono abbattuti e macellati 1000 alci, che fornirono complessivamente 200 tonnellate di carne. Allo stesso tempo, le operazioni di caccia permisero di raccogliere un gran numero di dati statistici riguardanti la biologia della popolazione di alci della Pečora.

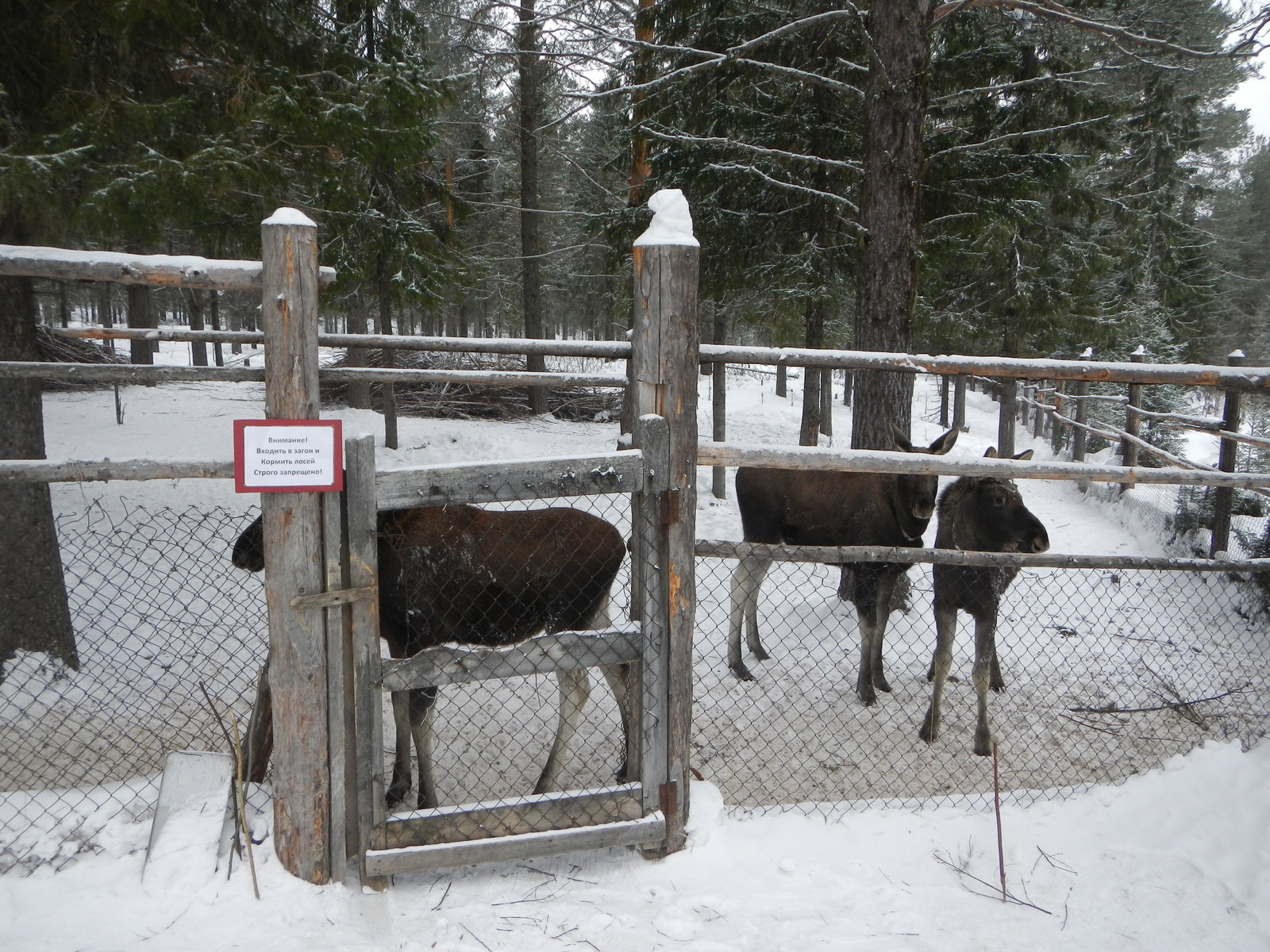
Tre alci nel recinto (marzo 2012).

Oltre a cacciare gli alci, nel 1949 il personale della riserva creò una struttura, cui diedero il nome di «fattoria degli alci» (лосеферма, loseferma), allo scopo di studiare la possibilità di addomesticare questa specie. Il primo direttore di questo progetto fu Evgenij Knorre. Quando questi si trasferì nella riserva naturale del Volga-Kama nel 1962, venne nominato nuovo direttore il suo allievo M. V. Kožuchov. Obiettivi principali della struttura erano approndere più informazioni sulla biologia dell'alce e utilizzare queste conoscenze per sviluppare razioni di cibo adatte all'animale e tecniche per prendersene cura; studiare la possibilità di allevarne una popolazione in stalla e valutare la possibilità di sfruttare l'alce nell'ambito dell'economia nazionale. Durante i primi 40 e più anni di vita del progetto, nella fattoria sono state allevate sei generazioni di alci, con una popolazione costante di circa 30-35 capi. In una primavera particolarmente favorevole potevano nascere anche 15 piccoli. Si dice che il numero complessivo degli animali allevati nel corso di questo periodo abbia superato le 500 unità.
Gli alci adulti della fattoria trascorrono la maggior parte del tempo brucando nella foresta; tuttavia, le femmine gravide tornano sempre alla fattoria per partorire. In seguito, durante il periodo della lattazione, che dura da tre a cinque mesi, le femmine ritornano alla fattoria più volte al giorno, alla stessa ora, per essere munte. La produzione di latte di un alce è poca cosa se paragonata a quella di una vacca da latte: nell'intera stagione della lattazione da un unico esemplare si ricavano in tutto 300-500 litri di latte. Tuttavia, questo ha un elevato contenuto di grassi (12-14%) ed è ricco di vitamine e di elementi micronutrienti; si dice anche che abbia proprietà mediche.
Un alce della fattoria può vivere fino a 18 anni, ma in realtà sono ben pochi gli esemplari che hanno raggiunto questa età, a causa degli attacchi di lupi, orsi e bracconieri ai danni della popolazione quando questa si aggira libera nella foresta. Tra i possibili impieghi produttivi dell'alce, la produzione di latte si è rivelato il più promettente. Nella fattoria, comunque, si è anche provato a sfruttare questi animali come cavalcature o insegnare loro a trainare una slitta. Nel corso degli anni i biologi della riserva, nonché gli istituti di ricerca di Syktyvkar e di Mosca, hanno pubblicato numerosi articoli scientifici riguardanti la fisiologia, l'etologia e l'ecologia dell'alce

.
Anche il lavoro di Knorre e dei suoi collaboratori sull'addomesticamento dell'alce nella riserva naturale della Pečora e dell'Ilyč, così come le ricerche simili effettuate dal simile Muskox Domestication Project condotto dall'Institute of Northern Agricultural Research dell'Università dell'Alaska, ha contribuito ad aggiungere ulteriore luce sulla teoria generale dell'addomesticamento degli animali.
La struttura, situata nella remota taiga degli Urali settentrionali, non ha mai preso in considerazione l'idea di ricavarne un profitto, e si è trovata in difficoltà dopo il taglio dei fondi operato dal governo all'inizio degli anni '90. Secondo un recente reportage di viaggio, le operazioni di allevamento degli alci sono state notevolmente ridotte; gli edifici rimasti sono in cattive condizioni e rimangono solamente pochi animali. Un insegnante di Mosca che ha visitato il luogo nel 2003 ha riferito la presenza di appena cinque esemplari rimasti. Tuttavia, gli esperimenti di addomesticamento dell'alce in Russia proseguono tuttora nella meno remota località di Kostroma.

## Fonti
- (RU) La riserva naturale Pečoro-Ilyčskij, su trpk.ru. URL consultato il 10 luglio 2008 (archiviato dall'url originale il 23 agosto 2006).
- (RU) Pečoro-Ilyčskij: riserva nazionale della Biosfera, su reserves.biodiversity.ru. URL consultato il 10 luglio 2008 (archiviato dall'url originale il 6 dicembre 2006).

Sul progetto di addomesticamento dell'alce:
- (EN) "Why moose?" Un esame della storia del progetto russo di addomesticamento dell'alce di Aleksandr Minaev, un biologo moscovita che collabora con l'Allevamento di alci Kostroma. Il sito include alcune rare foto dell'articolo di E. P. Knorre "Behavioural changes in elk in the process of its domestication" (nel libro "Behaviour of animals and problem of their domestication", Trattazioni dell'Associazione dei naturalisti moscoviti , vol. XXXV, Collana di biologia, Mosca, 1969)., su moosefarm.newmail.ru. URL consultato il 10 luglio 2008 (archiviato dall'url originale il 16 maggio 2008).
- (RU) D.V. Zhitnev (Д.В.Житенев), M.M. Serebrjannyj (М.М.Серебрянный) "Attività di ricerca nella riserva naturale Pečoro-Ilyčskij. Il primo allevamento sperimentale di alci al modo". (Научная деятельность в Печоро-Илычском заповеднике. Первая в мире опытная лосеферма) (1988)
- (RU) L'allevamento di alci della riserva Pečoro-Ilyčskij: un recente resoconto di viaggio, su losyzapovednik.narod.ru.
- (FR) T.Lecomte, "La réintroduction de l'Elan (Alces alces) dans les zones humides: Un projet dans le cadre du développement durable des zones humides éfavorisées" (Nov-1998)
- E.P. Knorre. "Change in the behavior of moose with age during the domestication", Le Naturaliste Canadien, volume 101 (1974), No. 1-2, p. 371-377.